# 萨莫斯
萨莫斯，是西班牙加利西亚自治区卢戈省的一个市镇。 总面积137平方公里，总人口2057人（2001年），人口密度15人/平方公里。

萨莫斯 - Samos
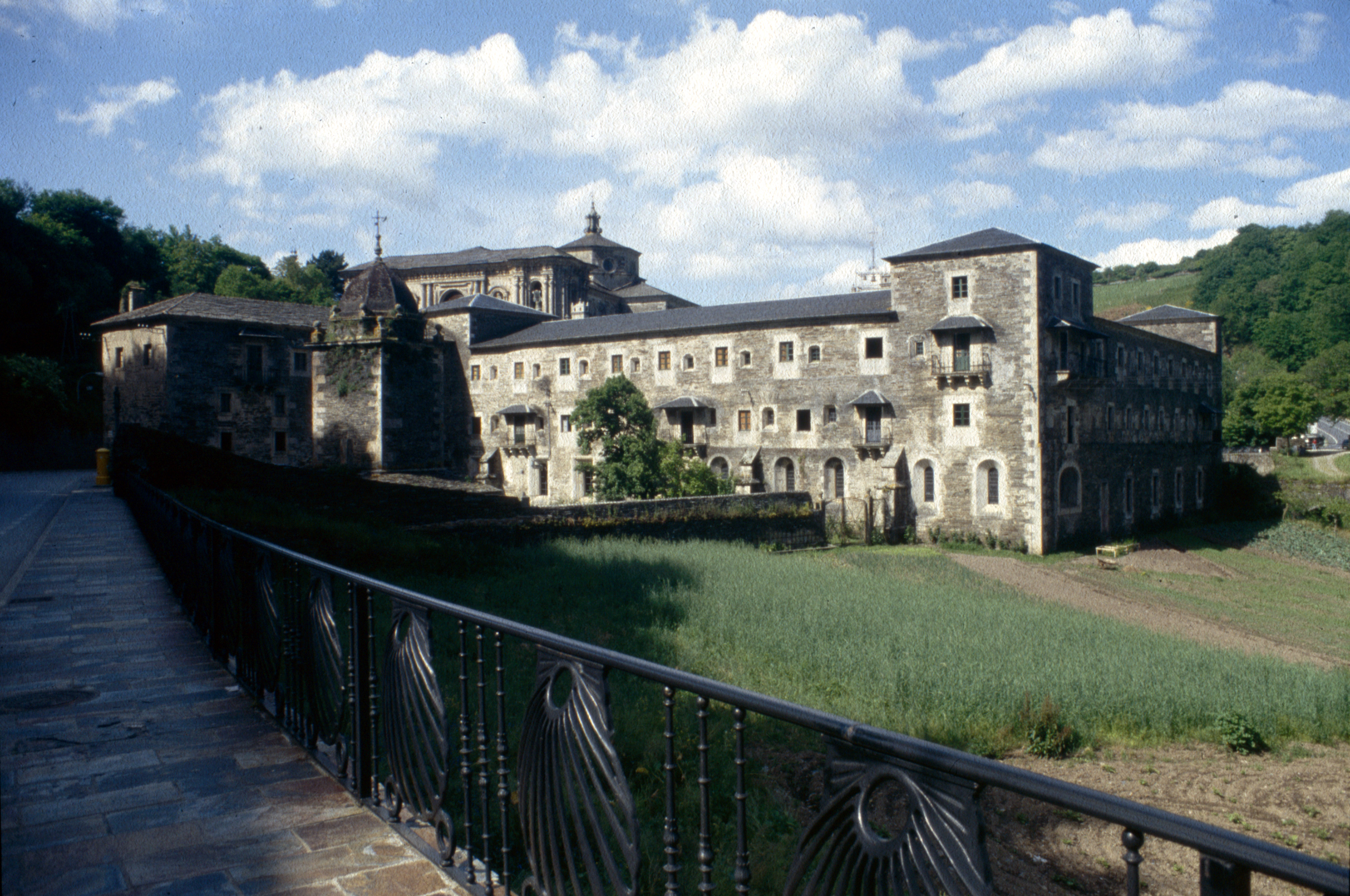
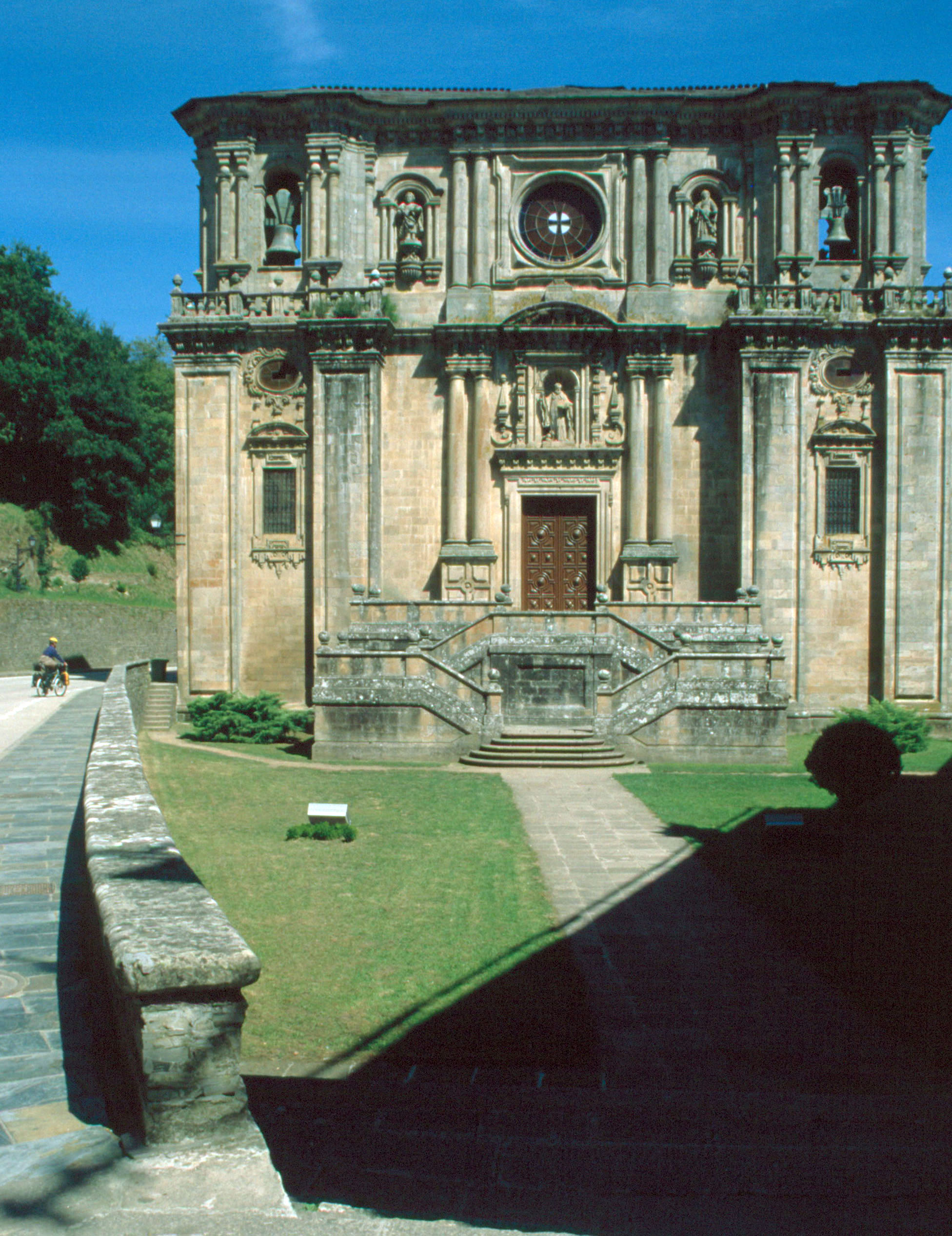
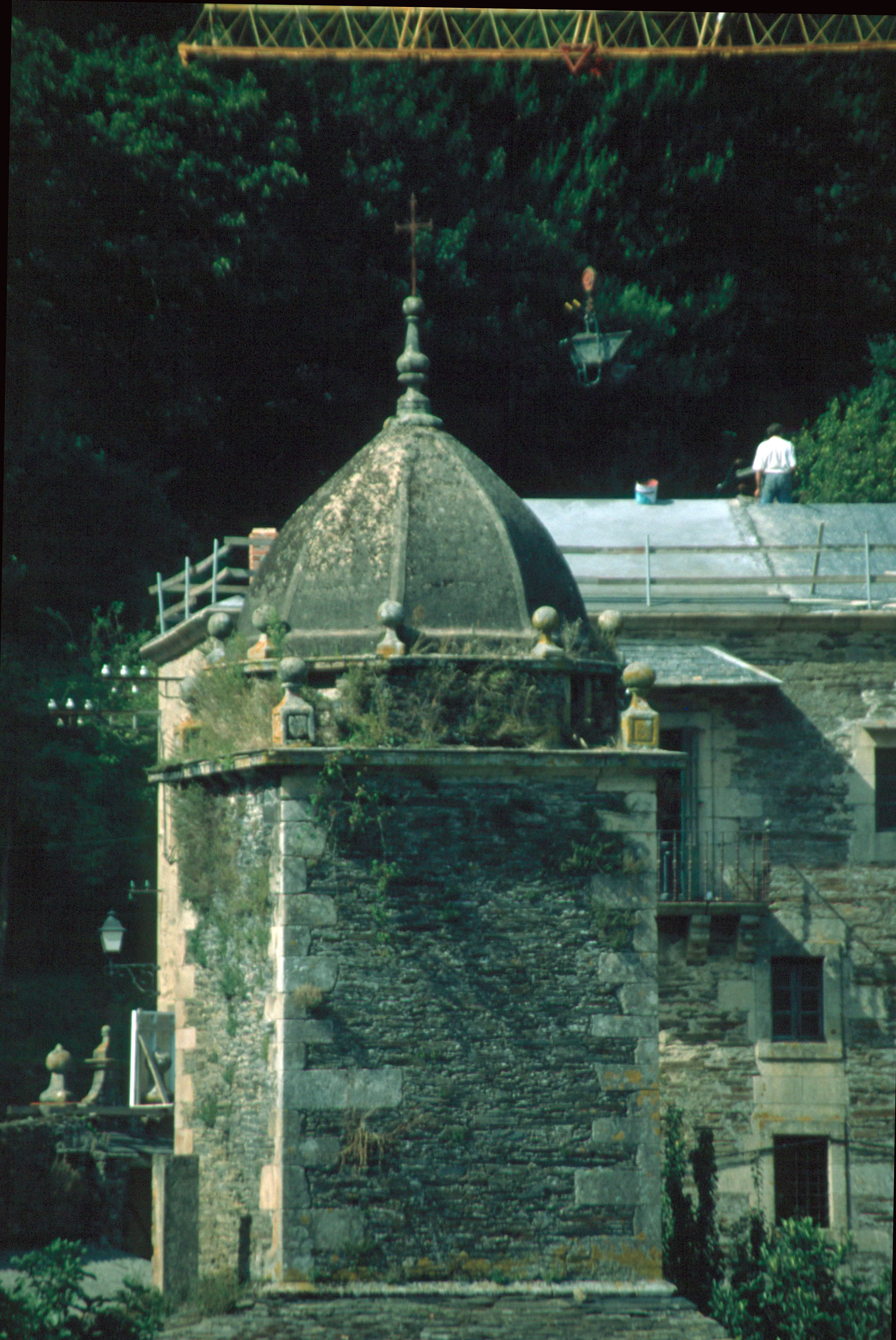
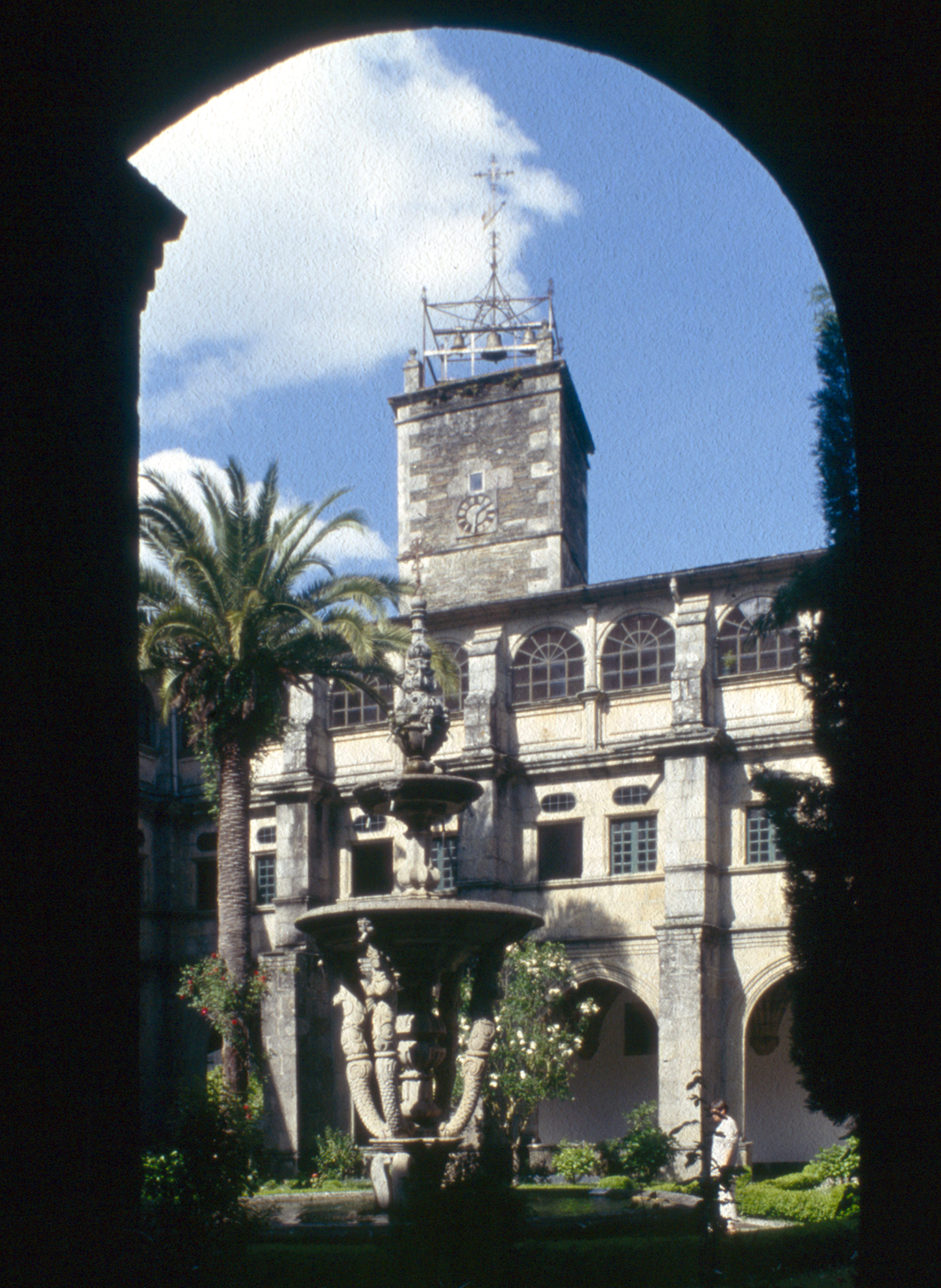
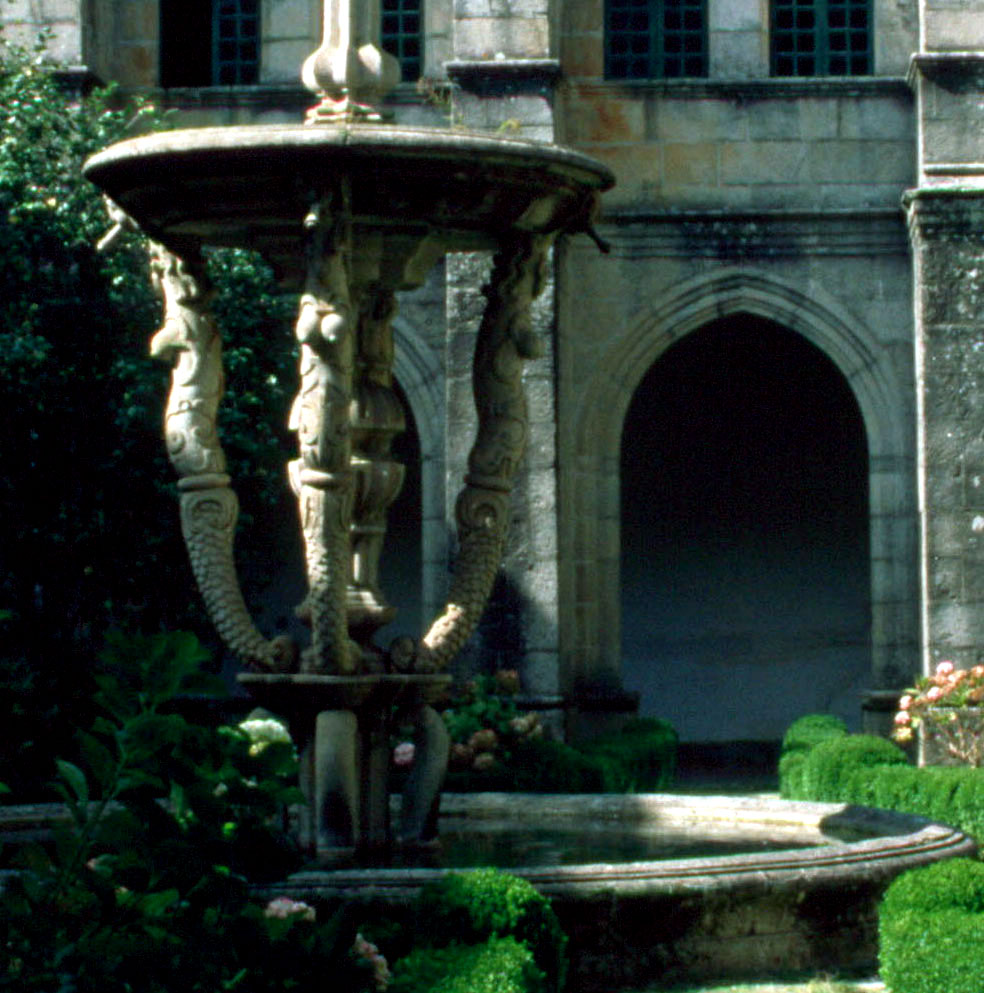
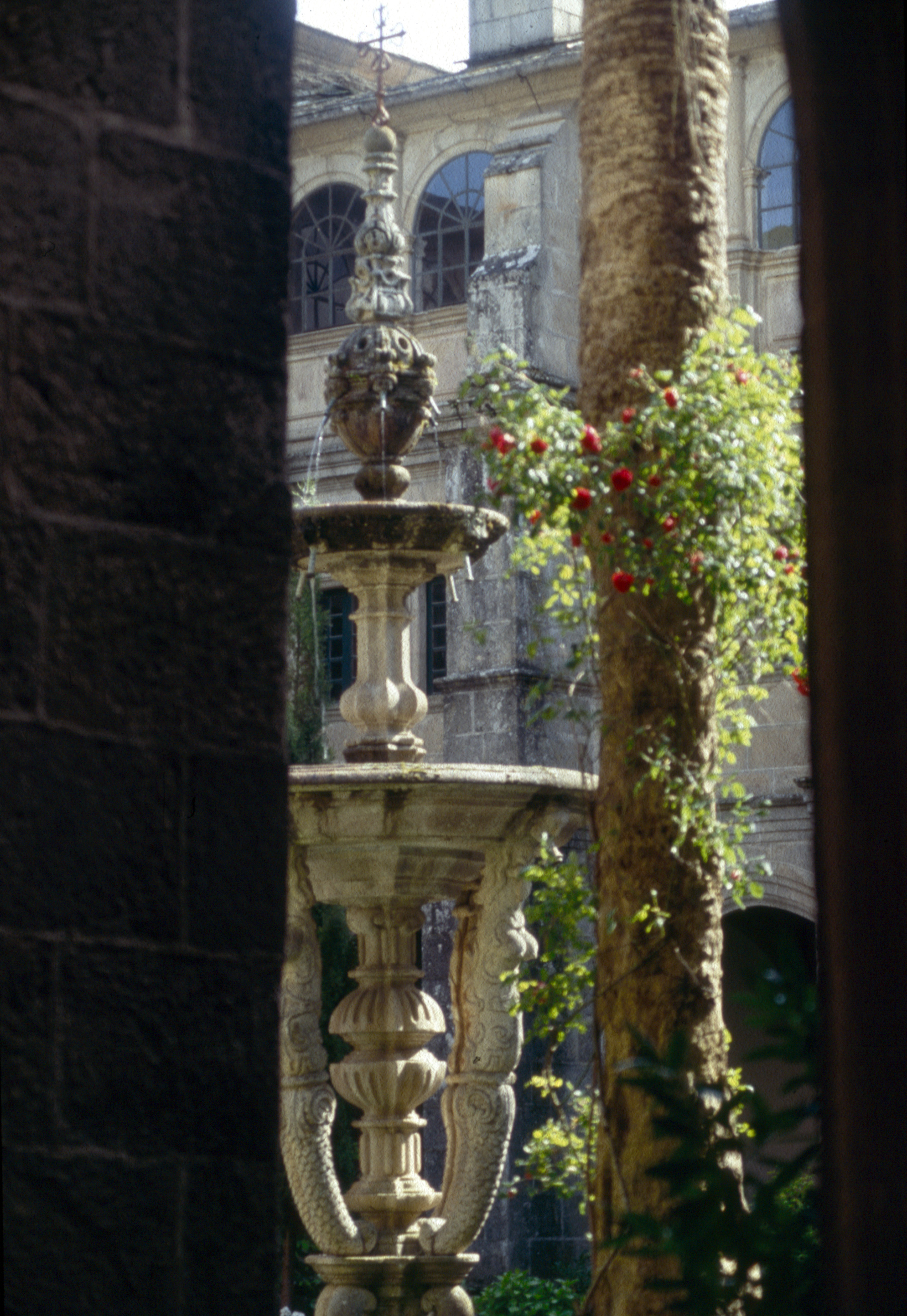
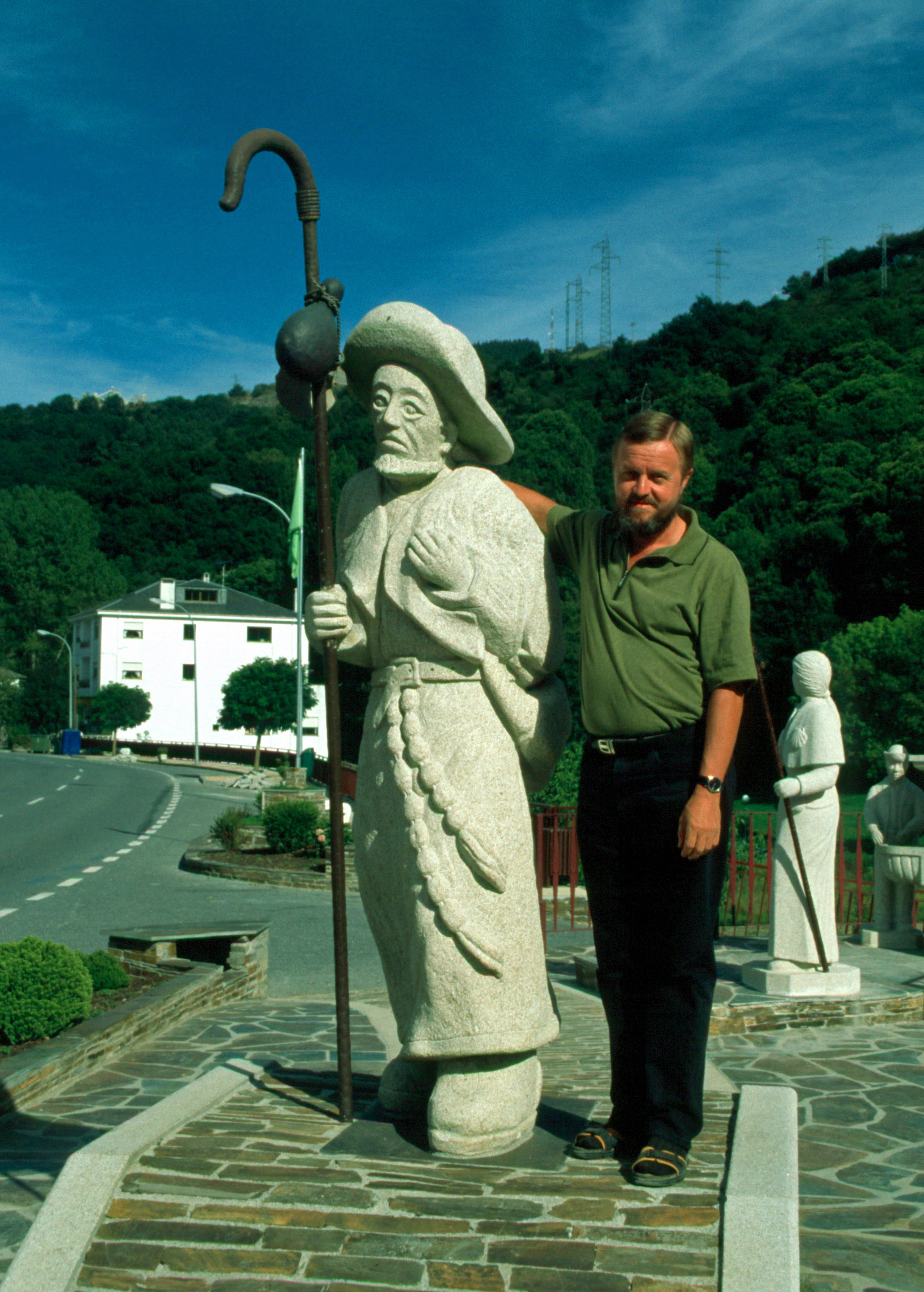